# Tabernaemontana sambiranensis
Tabernaemontana sambiranensis là một loài thực vật có hoa trong họ La bố ma. Loài này được Pichon miêu tả khoa học đầu tiên năm 1948.